# Kapel der Bossen
De Kapel der Bossen is een boskapel vernoemd naar de Onze Lieve Vrouw der Bossen. Deze kapel ligt op de Mariaberg, een landduin dicht aan de Oudsberg in het natuurgebied Duinengordel in België. De Kapel werd in 1953 aangelegd door de KSA Frisse Heikracht uit Bree in wat vandaag bekendstaat als het oudste dennenbos van Limburg (reeds zichtbaar op de kaarten van Ferraris).